# Бондаренко Геннадій Васильович
Генна́дій Васи́льович Бондаре́нко (19 січня 1946, смт Сатанів, нині Городоцького району Хмельницької області — 4 серпня 2023, м. Луцьк Волинської області) — український історик, краєзнавець. Кандидат історичних наук (1981). Лауреат премії імені Дмитра Яворницького Всеукраїнської спілки краєзнавців (1993). Професор кафедри археології та спеціальних історичних дисциплін Волинського національного університету імені Лесі Українки. Один з організаторів Українського краєзнавства. Голова Волинського обласного товариства краєзнавців, член правління Національної спілки краєзнавців України .

## Біографія
Геннадій Васильович Бондаренко народився 19 січня 1946 року в Сатанові в родині військовослужбовця. До 1968 року жив в Ізяславі, де навчався в середній школі № 2, а від 1964 року працював у районній бібліотеці для дітей і юнацтва. 1968 року без відриву від виробництва закінчив Кам'янець-Подільське культурно-освітнє училище, здобув фах бібліотекаря.
1972 року закінчив історичний факультет Кам'янець-Подільського педагогічного інституту (нині Кам'янець-Подільський національний університет імені Івана Огієнка).
Після закінчення інституту працював учителем історії та суспільствознавства середньої школи № 3 міста Полонне Хмельницької області. Після закінчення навчання в аспірантурі при Київському педагогічному інституті від 1977 року постійно працює на історичному факультеті у Луцькому педагогічному інституті (нині Волинський національний університет імені Лесі Українки). У 1987—1993 роках працював проректором із заочного навчання. Від 1997 року — завідувач кафедри теорії і методик викладання Волинського інституту післядипломної педагогічної освіти.
Кандидатську дисертацію «Комітети бідноти України 1918—1920 років» Бондаренко захистив 1981 року, а 1984 року одержав атестат доцента кафедри історії СРСР і УРСР.
За час педагогічної діяльності читав курси «Історія України», «Спеціальні історичні дисципліни», «Теорія та методологія історії», «Історична географія», інші спецкурси і спецсемінари. На запрошення Міністерства освіти України брав участь у підготовці навчальних програм із курсів «Спеціальні історичні дисципліни» та «Історична географія». Для шкільного курсу історії з тематики «Наш край» підготував програму «Історія Волині з найдавніших часів», розраховану на студентів історичних факультетів і слухачів системи підвищення кваліфікації.
Від 1 вересня 2005 року з ініціативи Бондаренка в школах Волинської області запроваджено програму факультативного курсу «Волинезнавство».
Від 1997 року бере участь у роботі Геральдичної комісії Волинської обласної державної адміністрації. З ініціативи Бондаренка розроблено та прийнято герб і прапор Волинської області на основі історичних традицій краю. Має багато наукових досліджень і публікацій з історії України і Волинських земель, краєзнавства, нумізматики і геральдики.

## Звання, премії, нагороди
- 15 липня 1993 року надано звання «Заслужений працівник народної освіти України» за значний особистий внесок у розвиток краєзнавчого руху, збереження національної історико-культурної спадщини [3].
- 1993 рік — лауреат премії імені Дмитра Яворницького Всеукраїнської спілки краєзнавців.
- 1996 рік — лауреат обласної премії Волинського фонду культури імені Галшки Гулевичівни.
- Почесний краєзнавець України (2014)

## Праці
Геннадій Бондаренко разом із професором Миколою Березовчуком є автором монографії «Пролетарская опора в деревне» (Київ, 1986), у якій представлено історію комітетів бідноти України 1918—1920 роках.
Був членом авторського колективу «Історії Волині з найдавніших часів» (Львів, 1988), яка охоплювала політичну, соціально-економічну історію та історію культури краю.
Автор посібників «Спеціальні історичні дисципліни» (Луцьк, 1997), «Історичне пізнання: питання теорії і практики» (1998) та монографії «Історичне краєзнавство Волині» (Луцьк, 2003).